# Chromogisaurus novasi
Il cromogisauro (Chromogisaurus novasi) è un dinosauro saurischio appartenente ai sauropodomorfi. Visse nel Triassico superiore (Carnico, circa 230 milioni di anni fa) e i suoi resti fossili sono stati ritrovati in Argentina. È considerato uno dei più antichi dinosauri noti.

## Descrizione
Questo dinosauro è noto per uno scheletro incompleto, privo di cranio: gli elementi noti includono parte delle zampe anteriori e posteriori, la pelvi e due vertebre caudali. Da questi resti i paleontologi sono stati in grado di ricostruire un dinosauro lungo circa due metri, con zampe anteriori relativamente lunghe e probabilmente semibipede.

## Classificazione
Paragonando i resti rinvenuti a quelli di altri animali meglio conosciuti, vissuti più o meno nella stessa epoca e negli stessi luoghi, gli studiosi hanno riconosciuto una famiglia di dinosauri primitivi (Guaibasauridae) che comprendeva anche Saturnalia, Agnosphitys, Panphagia protos e Guaibasaurus. I guaibasauridi sono considerati i membri più primitivi dei sauropodomorfi, tra i quali si annoverano i giganteschi sauropodi come Diplodocus e Brachiosaurus.

## Significato del nome
Il cromogisauro è stato descritto per la prima volta da Martìn Daniel Ezcurra nel 2010; il suo nome significa “lucertola della terra dipinta” (dal greco "chroma”, colore, e “gè”, terra), con riferimento a Valle Pintado, il luogo in cui sono stati ritrovati i fossili.